# Emphania metallica
Emphania metallica är en skalbaggsart som beskrevs av Blanchard 1850. Emphania metallica ingår i släktet Emphania och familjen Melolonthidae.
Artens utbredningsområde är Madagaskar. Inga underarter finns listade i Catalogue of Life.